# Helmkruidvlinder
De helmkruidvlinder (Cucullia (Shargacucullia) scrophulariae) is een nachtvlinder uit de familie van de nachtuiltjes. De spanwijdte bedraagt tussen de 44 en 50 millimeter. De halskraag van de vlinder is behaard, waardoor het lijkt of de vlinder een kapje op heeft. De voorvleugels zijn licht roodachtig bruin, aan de voorrand bruin en aan de achterrand witachtig.
De vlinder vliegt van half mei tot half juli. Per jaar komt één generatie voor. Hij vliegt langs bosranden, op open plekken in het bos en soms in bermen. De eitjes worden afgezet op bloemknoppen en bloemen.

## Rups
De tot 50 mm lange rupsen zijn vanaf half juni tot half augustus te vinden. De rups is bleek blauwachtig grijs of witachtig groen met op elk segment drie gele ringen en zwarte vlekjes. Waardplanten zijn helmkruidachtigen zoals gevleugeld helmkruid, knopig helmkruid en melige toorts. De rupsen verpoppen zich op de grond in een dikwandige cocon. De poppen kunnen meerdere jaren overwinteren.

## Verspreiding
De zuidgrens is voor de aanwezigheid van deze Europese vlinder ligt in Midden-Spanje, Sicilië en West-Turkije. In het noorden komt hij voor tot aan de Noordzee, Denemarken, Zuid-Zweden en de Baltische staten. In Nederland is hij vrij zeldzaam en wordt vooral gezien op de zandgronden in het midden en oosten van het land. In Vlaanderen is de soort vrij algemeen en in Wallonië algemeen.  